# Nachal Adorajim
Nachal Adorajim (hebrejsky: נחל אדורים) je vádí na Západním břehu Jordánu a v jižním Izraeli.
Začíná splynutím několika vádí a pramenů v jihozápadní části Judských hor (respektive jejich části zvané Hebronské hory), v prostoru jihozápadně od města Dura na Západním břehu Jordánu. Město Dura fixuje lokalitu starověkého města Adorajim zmiňovaného v Bibli, například v Druhé knize kronik 11,9 Směřuje pak k západu kopcovitou krajinou, míjí izraelskou osadu Negohot a jižně od vesnice Šekef vstupuje na území vlastního Izraele, přičemž poblíž místa vstupu do Izraele vyrostl roku 2008 most jako součást vodohospodářského díla. Zároveň přes most vede nový úsek silnice číslo 358 otevřený v březnu 2009, který spojuje tuto oblast, podél okraje Západního břehu Jordánu, do aglomerace Beerševy.
O pár kilometrů níže po proudu pak vyrostla umělá vodní nádrž Agam Adorajim (אגם אדורים). Poblíž do vádí zleva, od jihovýchodu ústí vádí Nachal Duma Protéká pak regionem Chevel Lachiš, který má podobu řídce zalidněné pahorkatiny (zvané Šefela), jež tvoří přechod k severnímu okraji Negevské pouště. Zleva, od jihovýchodu přijímá vádí Nachal Kelach. Míjí křižovatku dálnice číslo 6 a dálnice číslo 40, jižně od vesnice Achuzam. Od jihovýchodu sem ještě ústí boční vádí Nachal Ma'achaz. Po několika kilometrech pak ústí poblíž pahorku Tel Chasi zprava do vádí Nachal Šikma, již na pomezí pobřežní planiny.